# ルイラターヘーパエア
ルイ ラターヘーパエア（1981年6月8日 -　）は、トンガ出身のラグビー選手。

## プロフィール
- ポジションはロック(LO)。かつてはフランカー(FL)もやっていた。
- 身長 195cm、体重 108kg
- 日本に帰化している[1]。

## 略歴
2006年、日本大学卒業後、ヤクルトに加入。5シーズンプレーした。
2010年、釜石シーウェイブスに加入。5シーズンプレーした。なお2011年度から2013年年度まで登録名はルイ・ラターであった。
2014年、2014年度のほとんどの試合に出場してチームのトップチャレンジとトップリーグ入れ替え戦出場に貢献した。